# Спендошин
Спендошин (пол. Spędoszyn) — село в Польщі, у гміні Вартковиці Поддембицького повіту Лодзинського воєводства.
Населення — 57 осіб (2011).
У 1975-1998 роках село належало до Серадзького воєводства.

## Демографія
Демографічна структура станом на 31 березня 2011 року:
|          | Загалом | Допрацездатний вік | Працездатний вік | Постпрацездатний вік |
| -------- | ------- | ------------------ | ---------------- | -------------------- |
| Чоловіки | 29      | 6                  | 17               | 6                    |
| Жінки    | 28      | 6                  | 11               | 11                   |
| Разом    | 57      | 12                 | 28               | 17                   |